# 기름야자
기름야자(학명: Elaeis guineensis 엘라이이스 귀네엔시스[*], oil palm)는 종려과의 상록 교목이다.

## 특징
키는 10~20m 정도로 곧게 자란다. 잎은 깃꼴 겹잎이고, 암수 꽃이 각각 원뿔 꽃차례로 핀다. 지름이 3~4cm 정도 되는 달걀 모양 열매가 1,000개 이상 모여서 집합과를 형성한다. 열매는 노란색, 붉은색, 갈색, 검은색 등 여러 가지 색을 띠며, 속에 검은 씨가 하나씩 들어 있다.

## 분포
아시아와 아프리카에 분포한다. 동아프리카(르완다, 부룬디, 우간다, 케냐, 탄자니아), 중앙아프리카(가봉, 중앙아프리카 공화국, 카메룬, 콩고 공화국, 콩고 민주 공화국), 서아프리카(가나, 기니, 나이지리아, 라이베리아, 베냉, 세네갈, 시에라리온, 코트디부아르, 토고), 남아프리카(앙골라)가 원산지이다.

## 쓰임새
열매의 과육과 씨앗 모두 기름을 많이 함유하고 있는데, 중과피를 짜서 얻은 기름을 팜유, 씨앗에서 채취한 기름을 팜핵유라 한다. 기름은 식용유나 공업용으로 널리 이용한다. 과피가 므왐바를, 과육이 기름야자 수프를 만드는 데 쓰이기도 한다.

## 사진 갤러리

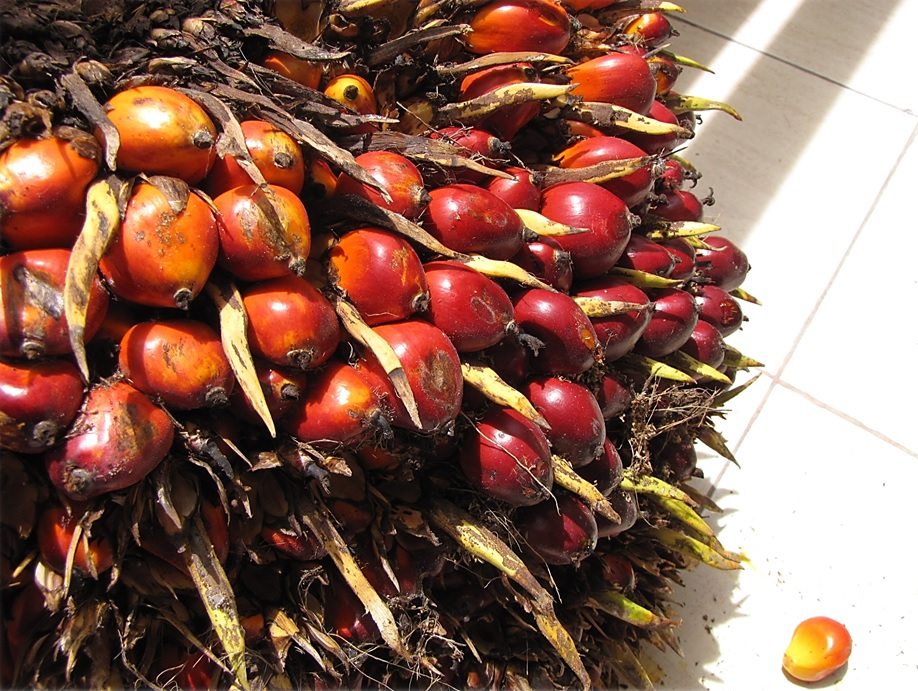
기름야자 열매
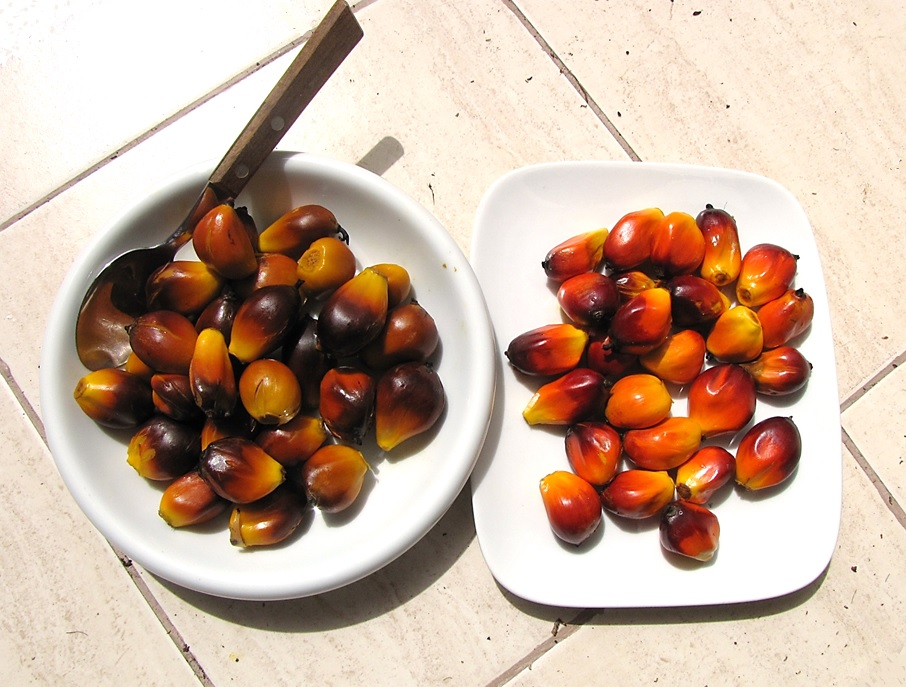
삶은 열매와 익지 않은 열매